# Ponte della Costituzione
Ponte della Costituzione (hrvatski jezik: Ustavni most) je najnoviji most od njih četiri preko Kanala Grande na granici sestiera Cannaregio i San Polo u Veneciji, Italija. Most povezuje Piazzale Roma i Željezničku stanicu - Santa Lucia
Taj most je zbog svog minimalističkog izgleda, izazvao mnoge proteste građana Venecije, koji su mislili da on jednostavno ne odgovara kićenoj srednjovjekovnoj venecijanskoj okolini, tako da je tajno otvoren u noći 11. rujna 2008. da se izbjegnu prosvjedi protivnika. Za vrijeme njegove gradnje zvali su ga Četvrti most preko Kanala Grande, gradske vlasti dale su mu ime  Ponte della Costituzione u povodu 60 godišnjice donošenja talijanskog ustava 2008.Turisti i Venecijanci ga zovu Ponte di Calatrava (Calatravin most)

## Povijest gradnje mosta
Skupština Venecije odlučila je još u lipnju 1999. izgraditi novi most preko Kanala Grande, da olakša posjetiocima Venecije ulaz u grad i bolje poveže željezničku stanicu i Piazzale Roma.  Nakon natječaja u studenome 1999. odlučili su projekt direktno naručiti od španjolskog arhitekta Santiaga Calatrave.  Calatrava je predložio modernistički most, velikog luka koji se trebao montirati na mjestu od gotovih elemenata i nakon toga samo dovršiti.
Izgradnja mosta počela je 2002. u tvornicama daleko od Venecije, čelični lukovi mosta dotegljeni su brodovima i spojeni u srpnju 2007.Nakon tog su se nastavili radovi na uređenju mosta na licu mjesta, sve do njegova otvorenja.
Most je ukupno dug sa svim stepenicama 94 metara, centralni dio mosta dug je 81 metara. Širina mosta varira od 5,58 metara na ulazu do 9,38 metara na sredini mosta. Centralni čelični luk ima radijus od 180 metara.

## Izgled i izvedba mosta
Calatrava je izgradio lučni rešetkasti most od 180 metara, kojeg podupiru dva bočna luka i dva manja luka. Čelični nosači lukova postavljeni su okomito na lukove i spojeni, i zatvoreni pločama u kutiju. Nogostup mosta izveden je kombinacijom istarskog kamena - nosači stepenica (od kojeg je napravljena većina građevina u Veneciji), i kaljenog stakla - gazište, koje je osvijetljeni odozdo fluorescentnom rasvjetom. I ograda mosta je od kaljenog stakla, s brončanim rukohvatom, ona isto ima diskretno fluorescentno osvjetljenje.

## Kontroverze oko mosta
Protivnici izgradnje tog mosta, pored glavne ideje da njegov izgled ne odgovara Veneciji, imali su još nekoliko argumenata protiv izgradnje mosta. Tvrdili su da je taj most izgrađen na krivom mjestu, jer se do stanice ipak moglo doći (hodajući malo više) preko mosta Ponte degli Scalzi, a središnji dio Venecije i nadalje ima samo dva mosta i tu treba daleko više hodati da se pređe Kanal Grande. Otok Giudecca i nadalje je ostao samo otok, iako je postojala da se i on poveže tunelom s Dorsodurom (koji nije trebao puno više koštati).
Zbog velikog broja stepenica, most gotovo nemogu koristiti stariji ljudi i invalidi u kolicima. Ljutnju demonstranata izazvali su i troškovi gradnje mosta. Inicijalno most je trebao koštati 6,7 milijuna eura, na kraju su se troškovi gradnje popeli na 11,3 milijuna eura

## Vanjske poveznice
- Ponte della Costituzione na stranicama Općine Venecija  Arhivirana inačica izvorne stranice od 5. ožujka 2016. (Wayback Machine) (tal.)